# Fungia moluccensis
Fungia moluccensis är en korallart som beskrevs av van der Horst 1919. Fungia moluccensis ingår i släktet Fungia och familjen Fungiidae. IUCN kategoriserar arten globalt som livskraftig. Inga underarter finns listade i Catalogue of Life.